# باشگاه فوتبال فورمبی
باشگاه فوتبال فورمبی (به انگلیسی: Formby Football Club) یک باشگاه فوتبال در شهر فورمبی، کشور انگلستان است که در سال ۱۹۱۹ میلادی تأسیس شده‌است.